# Ognjen Vukojević
Ognjen Vukojević (Bjelovar, Croacia, Yugoslavia, 20 de diciembre de 1983) es un exfutbolista croata. Jugaba de centrocampista y su último equipo fue el FK Austria Wien de la Bundesliga de Austria.

## Biografía
Vukojević comenzó su carrera profesional en el NK Bjelovar.
En 2005 se marcha a Bélgica a jugar con el Lierse SK, que pagó 200.000 euros para poder ficharlo. En este equipo casi no dispone de oportunidades, solo disputa 9 encuentros. Allí juega media temporada para luego, en diciembre, regresar a su país, fichando por el Dinamo de Zagreb.
En este equipo se gana un puesto de titular en la temporada 2006-2007. Consigue tres Ligas seguidas. También gana la Copa de Croacia en dos ocasiones y una Supercopa.
El 26 de mayo de 2008 ficha por su actual club, el Dínamo de Kiev ucraniano, que realizó un desembolso cercano a los 8 millones de euros para hacerse con sus servicios.

### Clubes
| Club                | País                | Año             | Partidos | Goles | Media |
| ------------------- | ------------------- | --------------- | -------- | ----- | ----- |
| NK Bjelovar         | Croacia             | 2001-2003       | 7        | 0     | 0     |
| Slaven Belupo       | Croacia             | 2003-2005       | 53       | 5     | 0.09  |
| Lierse SK           | Bélgica             | 2005            | 9        | 0     | 0     |
| Dinamo Zagreb       | Croacia             | 2006-2008       | 66       | 11    | 0.17  |
| FC Dinamo de Kiev   | Ucrania             | 2008-2015       | 141      | 10    | 0.07  |
| Spartak de Moscú    | Rusia               | 2013            | 9        | 0     | 0     |
| GNK Dinamo Zagreb   | Croacia             | 2014-2015       | 22       | 1     | 0.05  |
| FK Austria Wien     | Austria             | 2015-2017       | 15       | 1     | 0.07  |
| Total en su carrera | Total en su carrera | 2001 - Presente | 322      | 28    | 0.09  |

## Selección nacional
Ha sido internacional con la selección de fútbol de Croacia, ha jugado 55 partidos internacionales y ha anotado 4 goles.
El 14 de mayo de 2014, Vukojević fue incluido en la lista preliminar de 30 jugadores que representarán a Croacia en la Copa Mundial de Fútbol de 2014 en Brasil, siendo ratificado en la lista final de 23 futbolistas el 31 de mayo.
El 27 de junio anunció su retiro de la selección.

### Participaciones en Copas del Mundo
| Mundial                        | Sede   | Resultado    |
| ------------------------------ | ------ | ------------ |
| Copa Mundial de Fútbol de 2014 | Brasil | Primera fase |

### Participaciones en Eurocopas
| Edición       | Sede              | Resultado        |
| ------------- | ----------------- | ---------------- |
| Eurocopa 2008 | Austria y Suiza   | Cuartos de final |
| Eurocopa 2012 | Ucrania y Polonia | Primera fase     |

## Títulos
- 3 Ligas de Croacia (Dinamo de Zagreb, 2006, 2007 y 2008)
- 2 Copas de Croacia (Dinamo de Zagreb, 2007 y 2008)
- 1 Supercopa de Croacia (Dinamo de Zagreb, 2006)